# Лагуна-Сека (Техас)
Лагуна-Сека (англ. Laguna Seca) — переписна місцевість (CDP) в США, в окрузі Ідальго штату Техас. Населення — 232 особи (2020).

## Географія
Лагуна-Сека розташована за координатами 26°16′45″ пн. ш. 97°55′34″ зх. д. / 26.27917° пн. ш. 97.92611° зх. д. (26.279303, -97.926182).  За даними Бюро перепису населення США в 2010 році переписна місцевість мала площу 5,89 км², уся площа — суходіл.

## Демографія
Згідно з переписом 2010 року, у переписній місцевості мешкало 266 осіб у 66 домогосподарствах у складі 60 родин. Густота населення становила 45 осіб/км².  Було 72 помешкання (12/км²).
Расовий склад населення:
| - 91,0 % — білих - 9,0 % — осіб інших рас |

До двох чи більше рас належало 0,0 %. Частка іспаномовних становила 98,9 % від усіх жителів.
За віковим діапазоном населення розподілялося таким чином: 36,8 % — особи молодші 18 років, 52,3 % — особи у віці 18—64 років, 10,9 % — особи у віці 65 років та старші. Медіана віку мешканця становила 28,3 року. На 100 осіб жіночої статі у переписній місцевості припадало 84,7 чоловіків;  на 100 жінок у віці від 18 років та старших — 76,8 чоловіків також старших 18 років.
Середній дохід на одне домашнє господарство  становив 39 602 долари США (медіана — 38 678), а середній дохід на одну сім'ю — 41 451 долар (медіана — 38 846). За межею бідності перебувало 11,0 % осіб, у тому числі 18,1 % дітей у віці до 18 років та 80,0 % осіб у віці 65 років та старших.
Цивільне працевлаштоване населення становило 196 осіб. Основні галузі зайнятості: публічна адміністрація — 59,2 %, освіта, охорона здоров'я та соціальна допомога — 22,4 %, сільське господарство, лісництво, риболовля — 6,1 %, транспорт — 4,1 %.